# Estnische Badmintonmeisterschaft 1981
Die Estnische Badmintonmeisterschaft 1981 fand im März 1981 in Tallinn statt. Es war die 17. Austragung der Titelkämpfe.

## Medaillengewinner
| Disziplin    | Gold                                     | Silber                                         | Bronze                         |
| ------------ | ---------------------------------------- | ---------------------------------------------- | ------------------------------ |
| Herreneinzel | Henry Aljand, Tallinn                    | Peeter Sepma, Tallinn                          | Toomas Ristlaan, Tallinn       |
| Dameneinzel  | Mare Reinberg, Tallinn                   | Ann Avarlaid, Tartu raj                        | Katrin Paeväli, Tartu          |
| Herrendoppel | Peeter Sepma Henry Aljand, Tallinn       | Jüri Tarto Peeter Ärmpalu, Saku / Tallinn      | Ivar Kask Kaido Ehasoo, Tartu  |
| Damendoppel  | Marina Rajevskaja Mare Reinberg, Tallinn | Ann Avarlaid Katrin Paeväli, Tartu raj / Tartu | Anu Eek Anne Türn, Tallinn     |
| Mixed        | Alfred Kivisaar Mare Reinberg, Tallinn   | Peeter Ärmpalu Marina Rajevskaja, Tallinn      | Argo Aru Katrin Paeväli, Tartu |